# Isomorfismo
En matemáticas, un isomorfismo (del griego iso-morfos: Igual forma) es un homomorfismo (o más generalmente un morfismo) que admite un inverso. El concepto matemático de isomorfismo pretende captar la idea de tener la misma estructura. Dos estructuras matemáticas entre las que existe una relación de isomorfismo se llaman isomorfas.
El interés de los isomorfismos reside en el hecho de que dos objetos isomorfos tienen las mismas propiedades (excluyendo información adicional como la estructura o los nombres de los objetos). Así, las estructuras isomorfas no pueden distinguirse desde el punto de vista de la estructura únicamente, y pueden identificarse. En la jerga matemática, se dice que dos objetos son iguales salvo isomorfismo.
Un automorfismo es un isomorfismo de una estructura a sí misma. Un isomorfismo entre dos estructuras es un isomorfismo canónico (un mapa canónico que es un isomorfismo) si sólo hay un isomorfismo entre las dos estructuras (como es el caso de las soluciones de una propiedad universal), o si el isomorfismo es mucho más natural (en algún sentido) que otros isomorfismos. Por ejemplo, para todo número primo p, todos los campos con p elementos son canónicamente isomorfos, con un isomorfismo único. Los teoremas de isomorfismo proporcionan isomorfismos canónicos que no son únicos.
El término isomorfismo se utiliza principalmente para estructura algebraica. En este caso, los mapeos se llaman homomorfismos, y un homomorfismo es un isomorfismo si y sólo si es biyectivo.
En varias áreas de las matemáticas, los isomorfismos han recibido nombres especializados, dependiendo del tipo de estructura considerada. Por ejemplo:
- Una isometría es un isomorfismo de espacios métricos.
- Un homeomorfismo es un isomorfismo de espacio topológico.
- Un difeomorfismo es un isomorfismo de espacios equipados con una estructura diferencial, típicamente una variedad diferenciable.
- Un Simplectomorfismo es un isomorfismo de variedad simpléctica.
- Una permutación es un automorfismo de un conjunto.
- En geometría, los isomorfismos y los automorfismos se llaman a menudo transformaciones, por ejemplo transformación rígida, transformación afín, transformación proyectiva.

La Teoría de categorías, que puede verse como una formalización del concepto de mapeo entre estructuras, proporciona un lenguaje que puede utilizarse para unificar el enfoque de estos diferentes aspectos de la idea básica.

## Definición formal
Se puede definir concisamente como un homomorfismo biyectivo tal que su inversa es también homomorfismo. Esto es:
| Un isomorfismo entre dos conjuntos ordenados {\displaystyle (P,\leq )} y {\displaystyle (Q,\leq ')} es una función biyectiva {\displaystyle {\begin{array}{rrcl}h:P\to Q\\\end{array}}} tal que: Para todo {\displaystyle p_{1},p_{2}\in P} se tiene que {\displaystyle p_{1}\leq p_{2}} si y solo si {\displaystyle h(p_{1})\leq 'h(p_{2})}. |

Si existe un isomorfismo entre {\displaystyle (P,\leq )} y {\displaystyle (Q,\leq ')}, entonces {\displaystyle (P,\leq )} y {\displaystyle (Q,\leq ')} se llaman isomorfos y la biyección {\displaystyle h} se conoce como isomorfismo entre {\displaystyle (P,\leq )} y {\displaystyle (Q,\leq ')}. Además, {\displaystyle P} y {\displaystyle Q} se llaman similares entre sí.
Si {\displaystyle P=Q} se dice que el isomorfismo es un automorfismo. Se puede demostrar que dado un conjunto bien ordenado el único automorfismo posible es la función identidad.

## Propiedades en los órdenes totales
Los isomorfismos en conjuntos linealmente ordenados tienen una Relación de equivalencia, es decir, cumplen la reflexividad, la simetría y la transitividad, esto es:
| Sean {\displaystyle (A,\leq )}, {\displaystyle (B,\leq ')} y {\displaystyle (C,\leq '')} conjuntos linealmente ordenados, luego: - {\displaystyle (A,\leq )} es isomorfo a {\displaystyle (A,\leq )}. - Si {\displaystyle (A,\leq )} es isomorfo a {\displaystyle (B,\leq ')}, entonces {\displaystyle (B,\leq ')} es isomorfo a {\displaystyle (A,\leq )}. - Si {\displaystyle (A,\leq )} es isomorfo a {\displaystyle (B,\leq ')} y a su vez, {\displaystyle (B,\leq ')} es isomorfo a {\displaystyle (C,\leq '')} entonces {\displaystyle (A,\leq )} es isomorfo a {\displaystyle (C,\leq '')}. |

## Historia y concepto
En el siglo XX se ha precisado en matemáticas la noción intuitiva de estructura, siguiendo la concepción de Aristóteles de la materia y la forma, según la cual cada estructura es un conjunto X dotado de ciertas operaciones (como la suma o el producto) o de ciertas relaciones (como una ordenación) o ciertos subconjuntos (como en el caso de la topología), etc. En este caso, el conjunto X es la materia y las operaciones, relaciones, etc., en él definidas, son la forma.
El descubrimiento de Platón de que la forma es lo que importa se recoge en matemáticas con el concepto de isomorfismo. Una aplicación f:X→Y entre dos conjuntos dotados del mismo tipo de estructura es un isomorfismo cuando cada elemento de Y proviene de un único elemento de X y f transforma las operaciones, relaciones, etc., que hay en X en las que hay en Y. Cuando entre dos estructuras hay un isomorfismo, ambas son indistinguibles, tienen las mismas propiedades, y cualquier enunciado es simultáneamente cierto o falso. Por eso en matemáticas las estructuras deben clasificarse salvo isomorfismos.
En el siglo XX el biólogo y filósofo de la ciencia austriaco, Ludwig von Bertalanffy, recuperó este concepto como elemento en la formulación de su Teoría general de sistemas. Para este autor existían una serie de coincidencias en la evolución de los procesos que se llevan a cabo en diferentes campos del conocimiento (la biología, la demografía, la física, la sociedad, etc.) a las que denominó isomorfismo. Resultaba importante para el planteamiento de la nueva teoría, debido a que «el isomorfismo hallado entre diferentes terrenos se funda en la existencia de principios generales de sistemas, de una teoría general de los sistemas más o menos bien desarrollada».

## Isomorfismo parcial
Está definido por:
| Un isomorfismo parcial entre dos conjuntos ordenados {\displaystyle (P,\leq )} y {\displaystyle (Q,\leq ')} es una función biyectiva {\displaystyle {\begin{array}{rrcl}h:X\to Q\\\end{array}}} con {\displaystyle X\subseteq P} tal que para todo {\displaystyle p_{1},p_{2}\in X} se tiene que: {\displaystyle p_{1}\leq p_{2}} si y solo si {\displaystyle h(p_{1})\leq 'h(p_{2})}. |

## Ejemplos de isomorfismos
Por ejemplo, si X es el conjunto de los números reales positivos con el producto e Y es el conjunto de los números reales con la suma, la función logarítmica ln:X→Y es un isomorfismo, porque {\displaystyle \ln(ab)=\ln(a)+\ln(b)} y cada número real es el logaritmo de un único número real positivo. Esto significa que cada enunciado sobre el producto de números reales positivos tiene (sin más que sustituir cada número por su logaritmo) un enunciado equivalente en términos de la suma de números reales, que suele ser más simple.
Otro ejemplo: si en el espacio E elegimos una unidad de longitud y tres ejes mutuamente perpendiculares que concurren en un punto, entonces a cada punto del espacio podemos asociarles sus tres coordenadas cartesianas, obteniendo así una aplicación f:E→R³ en el conjunto de las sucesiones de tres números reales. Cuando en E consideramos la distancia que define la unidad de longitud fijada y en R³ consideramos la distancia que define la raíz cuadrada de la suma de los cuadrados de las diferencias, f es un isomorfismo. Este descubrimiento fundamental de Descartes permite enunciar cualquier problema de la geometría del espacio en términos de sucesiones de tres números reales, y este método de abordar los problemas geométricos es el núcleo de la llamada geometría analítica.[cita requerida]

## Características del isomorfismo
El descubrimiento de un isomorfismo entre dos estructuras significa esencialmente que el estudio de cada una puede reducirse al de la otra, lo que nos da dos puntos de vista diferentes sobre cada cuestión y suele ser esencial en su adecuada comprensión. También significa una analogía como una forma de inferencia lógica basada en la asunción de que dos cosas son la misma en algunos aspectos, aquellos sobre los que está hecha la comparación. En ciencias sociales, un isomorfismo consiste en la aplicación de una ley análoga por no existir una específica o también la comparación de un sistema biológico con un sistema social, cuando se trata de definir la palabra "sistema". Lo es igualmente la imitación o copia de una estructura tribal en un hábitat con estructura urbana.

## Vista teórica de las categorías
En teoría de categorías, dada una categoría C, un isomorfismo es un morfismo {\displaystyle f:a\to b} que tiene un morfismo inverso {\displaystyle g:b\to a,} es decir, {\displaystyle f\circ g=1_{b}\wedge g\circ f=1_{a}.} Por ejemplo, una aplicación lineal biyectiva es un isomorfismo entre espacios vectoriales, y una función continua biyectiva cuya inversa también es continua es un isomorfismo entre espacios topológicos, comúnmente llamado homeomorfismo.
Dos categorías C y D son isomorfismo si existen funtores {\displaystyle F:C\to D\wedge G:D\to C} que son mutuamente inversos, es decir, {\displaystyle F\circ G=1_{D}} (el funtor identidad en D) y {\displaystyle G\circ F=1_{C}} (el funtor identidad en C).

### Isomorfismo vs. morfismo biyectivo
En una «categoría concreta» (grosso modo, una categoría cuyos objetos son conjuntos (quizás con estructura extra) y cuyos morfismos son funciones preservadoras de estructura), como la categoría de espacios topológicos o categorías de objetos algebraicos (como la categoría de grupos, la categoría de anillos y la categoría de módulos), un isomorfismo debe ser biyectivo sobre los conjuntos subyacentes. En las categorías algebraicas (en concreto, las categorías de variedades en el sentido del álgebra universal), un isomorfismo es lo mismo que un homomorfismo que es biyectivo en los conjuntos subyacentes. Sin embargo, hay categorías concretas en las que los morfismos biyectivos no son necesariamente isomorfismos (como la categoría de espacios topológicos).

## Los morfismos
Los isomorfismos de una estructura consigo misma de manera biyectiva se denominan automorfismos.
En general, en una categoría arbitraria, los isomorfismos se definen por ser los morfismos f:X→Y que admiten un morfismo inverso h:Y→X, inverso tanto por la derecha como por la izquierda. Pueden no ser los morfismos biyectivos, como ya ocurre en el caso de los espacios topológicos.

## Ejemplos

### Logaritmo y exponencial
Sea {\displaystyle R^{+}} el grupo multiplicativo de los números reales positivos, y sea {\displaystyle \mathbb {R} } el grupo aditivo de los números reales.
La función logaritmo {\displaystyle \log :\mathbb {R} ^{+}\to \mathbb {R} } satisface {\displaystyle \log(xy)=\log x+\log y} para todo {\displaystyle x,y\in \mathbb {R} ^{+},} por lo que es un homomorfismo de grupos. La función exponencial {\displaystyle \exp :\mathbb {R} \to \mathbb {R} ^{+}} satisface {\displaystyle \exp(x+y)=(\exp x)(\exp y)} para todo {\displaystyle x,y\in \mathbb {R} ,} por lo que también es un homomorfismo.
Las identidades {\displaystyle \log \exp x=x} y {\displaystyle \exp \log y=y} muestran que {\displaystyle \log } y {\displaystyle \exp } son inversa la una de la otra. Como {\displaystyle \log } es un homomorfismo que tiene una inversa que también es un homomorfismo, {\displaystyle \log } es un isomorfismo de grupos.
La función {\displaystyle \log } es un isomorfismo que traduce la multiplicación de números reales positivos en suma de números reales. Esta facilidad permite multiplicar números reales utilizando una regla graduada y una tabla de logaritmos, o utilizando una regla de cálculo con escala logarítmica.

### Enteros del módulo 6
Consideremos el grupo {\displaystyle (\mathbb {Z} _{6},+),} los enteros de 0 a 5 con suma módulo 6. Consideremos también el grupo {\displaystyle \left(\mathbb {Z} _{2}\times \mathbb {Z} _{3},+\right),} los pares ordenados donde las coordenadas x pueden ser 0 o 1, y las coordenadas y pueden ser 0, 1 o 2, donde la suma en la coordenada x es módulo 2 y la suma en la coordenada y es módulo 3.
Estas estructuras son isomorfas bajo adición, bajo el siguiente esquema:
{\displaystyle {\begin{alignedat}{4}(0,0)&\mapsto 0\\(1,1)&\mapsto 1\\(0,2)&\mapsto 2\\(1,0)&\mapsto 3\\(0,1)&\mapsto 4\\(1,2)&\mapsto 5\\\end{alignedat}}}
o en general {\displaystyle (a,b)\mapsto (3a+4b)\mod 6.}
Por ejemplo, {\displaystyle (1,1)+(1,0)=(0,1),} que se traduce en el otro sistema como {\displaystyle 1+3=4.}.
Aunque estos dos grupos "parecen" diferentes en el sentido de que los conjuntos contienen elementos diferentes, son de hecho isomorfos: sus estructuras son exactamente las mismas. Más en general, el producto directo de dos grupo cíclicos {\displaystyle \mathbb {Z} _{m}} y {\displaystyle \mathbb {Z} _{n}} es isomorfo a {\displaystyle (\mathbb {Z} _{mn},+)} si y sólo si m y n son coprimos, según el teorema chino del resto.

## Aplicaciones
En álgebra, los isomorfismos se definen para todas las estructuras algebraicas. Algunas se estudian más específicamente; por ejemplo:
- Isomorfismo lineal entre espacios vectoriales; se especifican mediante matrices invertibles.
- Isomorfismo de grupos entre grupos; la clasificación de clase de isomorfismos de grupo finitos es un problema abierto.
- Homomorfismo de anillos entre anillos.
- Los isomorfismos de campo son lo mismo que los isomorfismos de anillo entre campos; su estudio, y más específicamente el estudio de los  automorfismos de campo es una parte importante de la teoría de Galois.

Así como los automorfismos de una estructura algebraica forman un grupo, los isomorfismos entre dos álgebras que comparten una estructura común forman un cúmulo. Dejar que un isomorfismo particular identifique las dos estructuras convierte este montón en un grupo.
En análisis matemático, la transformada de Laplace es un isomorfismo que transforma ecuaciones diferenciales difíciles en ecuaciones algebraicas más sencillas.
En teoría de grafos, un isomorfismo entre dos grafos G y H es un biyectivo mapa f de los vértices de G a los vértices de H que preserva la "estructura de arista" en el sentido de que hay una arista de vértice u a vértice v en G si y sólo si hay una arista de {\displaystyle f(u)} a {\displaystyle f(v)} en H. Véase isomorfismo de grafos.
En análisis matemático, un isomorfismo entre dos espacios de Hilbert es una biyección que preserva la suma, la multiplicación escalar y el producto interior.
En las primeras teorías del atomismo lógico, Bertrand Russell y Ludwig Wittgenstein teorizaron que la relación formal entre hechos y proposiciones verdaderas era isomórfica. Un ejemplo de esta línea de pensamiento puede encontrarse en la Introducción a la Filosofía Matemática de Russell.
En cibernética, el buen regulador o teorema de Conant-Ashby se afirma "Todo buen regulador de un sistema debe ser un modelo de ese sistema". Ya sea regulado o autorregulado, se requiere un isomorfismo entre el regulador y las partes procesadoras del sistema.